# خطبه حسین بن علی در منا
خطبه منا حسین بن علی یکی از خطبه‌های مشهور حسین بن علی است که دو سال قبل از واقعه عاشورا و نبرد کربلا، در سرزمین منا در مراسم حج، توسط حسین بن علی خطابه شد. مخاطب این خطبه، جمعی از صحابه مشهور پیامبر اسلام و گروهی از دانشمندان مسلمان بوده‌اند. ناقل این خطبه، سلیم بن قیس است و در گزارش خود، زمان خطابه این خطبه را دو سال قبل از مرگ معاویه می‌داند. حسین بن علی برای ایراد این خطبه، به بنی‌هاشم دستور داد تا تمام حاجیان حاضر در مکه را که به صلاح و عبادت مشهور اند جمع نمایند. این خطبه توسط حسن بن شعبه حرانی در تحف العقول نیز گزارش شده‌است.

## حاضران در خطبه
در این جلسه، هفتصد نفر از تابعین و دویست نفر از صحابه پیامبر اسلام حضور داشتند. این جمع در خیمه‌ای جمع شدند و حسین بن علی برای آنان اقامه خطبه کرد.

## خطبه ۱
این خطبه از سلیم بن قیس بیان شده‌است:
امام حسین پس از حمد و ثنای الهی فرمود: «اما بعد، این شخص طغیانگر (معاویه) دربارهٔ ما و شیعیان ما اعمالی را روا داشت که دیدید، فهمیدید و شاهد بودید. می‌خواهم مطلبی را از شما بپرسم. اگر راست گفتم مرا تصدیق کنید و اگر دروغ گفتم مرا تکذیب کنید. شما را سوگند می‌دهم به حق خدا بر شما و حق رسول خدا و خویشاوندی من که با پیامبر شما دارم، چون از اینجا (به دیار خود) رفتید، این گفتار مرا عنوان کنید و همه شما در دیار خود از قبایلتان آنان را که به آنها اطمینان دارید، دعوت کنید. شما را به خدا قسم می‌دهم که این سخنان را برای هرکس که به او و به دینش اطمینان دارید، نقل کنید.
شما را به خدا سوگند می‌دهم، آیا می‌دانید علی بن ابی طالب برادر رسول خدا بود، هنگامی که پیامبر بین اصحابش برادری پدیدآورد، بین او و خودش برادری برقرار کرد و فرمود تو برادر منی و من برادر تو هستم در دنیا و آخرت.»
گفتند: «آری»
فرمود: «شما را به خدا سوگند می‌دهم، آیا می‌دانید که رسول خدا محل مسجد و منازل خود را خرید و ساختمان کرد. سپس ده اتاق ساخت. نه اتاق برای خودش و یک اتاق که در وسط واقع شده بود برای پدرم. سپس درهایی که به مسجد راه داشت جز درب اتاق پدرم همه را بست. پس در این باره عده‌ای به سخن آمدند و پیامبر فرمود: من از طرف خودم درب منازل شما را بسته و درب منزل علی را باز نگه نگذاشتم بلکه خداوند مرا به بستن درهای منازل شما و گشودن درب منزل علی فرمان داد. بعد پیامبر همه مردم را بجز علی از خوابیدن در مسجد نهی فرمود، در مسجد و منزل او و در منزل رسول خدا جنابت رخ می‌داد از این رو در همان‌جا برای پیامبر و علی فرزندانی متولد شدند؟»
گفتند: «آری به خدا»
فرمود: «آیا می‌دانید عمر خطاب علاقه داشت تا روزنه‌ای به اندازه چشمش از منزل خود به مسجد باز کند ولی پیامبر اجازه نداد. سپس سخن راند و فرمود: خداوند به من فرمان داده تا مسجدی پاک بسازم که جز من و برادرم و فرزندانش در آن سکونت نکنند.»
گفتند: «آری به خدا»
فرمود: «شما را به خدا سوگند می‌دهم، آیا می‌دانید که رسول خدا روز غدیرخم، علی را به ولایت نصب کرد و فرمود: باید حاضران به غایبان برسانند؟»
گفتند: «آری به خدا»
فرمود: «شما را به خدا سوگند می‌دهم، آیا می‌دانید رسول خدا در جنگ تبوک به علی فرمود تو نسبت به من مانند هارون نسبت به موسایی و تو پس از من زمامدار هر مؤمنی؟»
گفتند: «آری به خدا»
فرمود: «شما را به خدا سوگند، آیا می‌دانید که رسول خدا هنگامی که نصارای نجران را برای مباهله فراخواند جز علی و همسرش (فاطمه) و دو فرزند او (حسن و حسین) را نیاورد؟»
گفتند: «آری به خدا»
فرمود: «شما را به خدا قسم می‌دهم، آیا می‌دانید پیامبر در روز خیبر پرچم را به دست علی داد و فرمود: پرچم را به دست کسی می‌دهم که خدا و رسولش او را دوست دارند و او نیز خدا و رسولش را دوست دارد، آنکه پی در پی (بر دشمن) یورش می‌برد و فرار نمی‌کند و خداوند خیبر را به دست وی فتح کند؟»
گفتند: «آری به خدا»
فرمود: «آیا می‌دانید که پیامبر او را برای ابلاغ آیات برائت فرستاد و فرمود از سوی من کسی (پیام را) نمی‌رساند مگر خود یا کسی از من باشد؟»
گفتند: «آری به خدا»
فرمود: «آیا نمی‌دانید که برای رسول خدا هیچ سختی و گرفتاری پیش نمی‌آمد مگر علی را از پی آن می‌فرستاد به خاطر اطمینانی که به او داشت؟ او هیچ‌گاه او را به اسمش صدا نمی‌زد مگر که می‌گفت: ای برادرم یا برادرم را فراخوانید؟»
گفتند: «آری به خدا»
فرمود: «آیا نمی‌دانید که رسول خدا بین او و جعفر و زید داوری کرده و فرمود: ای علی تو از منی و من از توأم پس از من پیشوای هر مؤمنی؟»
گفتند: «آری به خدا»
فرمود: «آیا نمی‌دانید که او هر روز با رسول خدا خلوتی داشت و هر شب بر منزل پیامبر داخل می‌شد. هرگاه می‌پرسید پیامبر پاسخش می‌گفت و هرگاه سکوت می‌کرد پیامبر خود آغاز سخن می‌کرد؟»
گفتند: «آری به خدا»
فرمود: «آیا می‌دانید رسول خدا او را بر جعفر و حمزه برتری داد آن هنگام که به فاطمه فرمود تو را به بهترین خاندانم که اسلامش از همه پیشتر و بردباریش از همه بزرگتر و دانشش از همه بیشتر است، تزویج کردم؟»
گفتند: «آری به خدا»
فرمود: «آیا می‌دانید که رسول خدا فرمود من سرور همه فرزندان آدمم و برادرم علی سرور همه عرب، فاطمه سرور زنان اهل بهشت و دو فرزندم حسن و حسین دو سروران جوانان بهشتند؟»
گفتند: «آری به خدا»
فرمود: «آیا می‌دانید که رسول خدا به علی دستور داد تا او را غسل دهد و خبر داد جبرئیل در غسل به او کمک خواهد کرد؟»
گفتند: «آری به خدا»
فرمود: «آیا می‌دانید که رسول خدا در آخرین خطبه‌ای که برای مردم خواند فرمود: من در میان شما دو چیز گرانبها می‌گذارم کتاب خدا و عترتم. دامن آن دو را بگیرید تا هرگز گمراه نشوید.»
گفتند: «آری به خدا»
سپس امام حسین آنها را قسم داد که آیا شنیده‌اند پیامبر فرموده: کسی که گمان دارد مرا دوست دارد و علی را دشمن، دروغ می‌گوید. مرا دوست ندارد کسی که علی را دشمن دارد.
شخصی از پیامبر پرسید: چطور؟، فرمود: زیرا علی از من است و من از اویم. هر که او را دوست دارد، مرا دوست داشته و هر که مرا دوست دارد، خدا را دوست داشته‌است. هر که علی را دشمن دارد، مرا دشمن داشته و هر که مرا دشمن دارد، خدا را دشمن داشته‌است؟
گفتند: «آری به خدا شنیده‌ایم.» سپس مردم پراکنده شدند.

## خطبه ۲[۴]
امام حسین (ع) فرمودند: «ای مردم از آنچه خدا به آن اولیای خود را پند داده، پند گیرید. مانند بدگویی او از دانشمندان یهود، آنجا که می‌فرماید چرا دانشمندان الهی آنان را از گفتار گناهشان بازنمی‌دارند؟ و می‌فرماید: از میان بنی‌اسرائیل آنان که کفر ورزیدند، لعن شدند. و بدین سان خداوند آنان را نکوهش کرد چون آنان از ستمگران میان خود کارهای زشت و فساد می‌دیدند و نهی‌شان نمی‌کردند و به طمع آنچه از آنها به ایشان می‌رسید و از بیم آنچه از آن می‌ترسیدند. با اینکه خدا می‌فرماید: از مردم نترسید و از من بترسید. می‌فرماید مردان و زنان با ایمان دوستان یکدیگرند به کارهای پسندیده وامی‌دارند و از کارهای ناپسند بازمی‌دارند.
خدا از امر به معروف و نهی از منکر به عنوان تکلیف واجبی از خود آغاز کرده‌است؛ زیرا می‌دانسته که اگر این فرضیه ادا شود و بر پا گردد همه فرایض از آسان و دشوار بر پا شوند. چه امر به معروف و نهی از منکر دعوت اسلام است. همراه رد مظالم و مخالفت با ظالم و تقسیم بیت‌المال و غنایم و گرفتن زکات از جای خود و صرف آن در مورد بسزای خود.
سپس شما ای گروه نیرومند! دسته‌ای هستید که به دانش و نیکی و خیرخواهی معروفید وبه وسیله خدا در دل مهابتی دارید که شرافتمند از شما حساب می‌برد و ناتوا شما را گرامی می‌دارد و آنان که هم درجه شمایند و بر آنها حق نعمتی ندارید، شما را بر خود پیش می‌دارند. شما واسطه حوایجی هستید که از خواستارانشان دریغ می‌دارند. به هیبت پادشاهان و ارجمندی بزرگان در میان راه گام برمی‌دارید. آیا همه اینها از آن رو نیست که به شما امیدوارند که بحق خدا قیام کنید؟ اگر چه از بیشتر حقوق خداوندی کوتاهی کرده‌اید. از این رو حق امامان را سبک شمرده، حقوق ضعیفان را تباه ساخته‌اید و به پندار خود حق خود را گرفته‌اید. شما در این راه نه مالی خرج کردید و نه جانی را برای خدا که آن را آفرید به مخاطره انداختید و نه برای رضای خدا با عشیره‌ای درافتادید. آیا شما به درگاه خدا بهشت و همنشینی پیامبران و امان از عذاب او را آرزو دارید؟
ای آرزومندان به درگاه خدا من می‌ترسم کیفری از کیفرهای او بر شما فرود آید زیرا شما از کرامت خدا، به منزلتی دست یافته‌اید که بدان بر دیگری برتری دارید و کسی را که به وسیله خدا بر شما شناسانده می‌شود گرامی نمی‌دارید. با اینکه خود به خاطر خدا در میان مردم احترام دارید. شما می‌بینید که پیمان‌های خدا شکسته شده و نگران نمی‌شوید با اینکه برای یک نقص پیمان پدران خود به هراس می‌افتید. می‌بینید که پیمان رسول خدا خوار و ناچیز شده و کورها و لالها و از کار افتاده و در شهرها رها شده‌اند و رحم نمی‌کیند و در خور مسئولیت خود کار نمی‌کنید و به کسانی که در آن راه تلاش می‌کنند وقعی نمی‌نهید و خود چاپلوسی و سازش با ظالمان آسوده‌اید. همه اینها همان جلوگیری و بازداشتن دسته جمعی است که خداوند را بدان فرمان داده و شما از آن غافلید. مصیبت بر شما از همه بزرگتر است؛ زیرا در حفظ منزلت علما مغلوب شدید. کاش در حفظ آن تلاش می‌کردید.
این برای آن است که مجرای کارها و گذرگاه احکام (یعنی پستهای کلیدی) به دست عالمان به خداست که بر حلال و حرام خدا امین‌اند و از شما این منزلت را ربودند و آن از شما ربوده نشده مگر به واسطه تفرق شما از حق و اختلاف شما در سنت پیامبر. با اینکه دلیل روشن بر آن داشتید و اگر بر آزارها شکیبا بودید و در راه خدا هزینه‌ها و تعهدها را تحمل می‌کردید. زمام امور خدا بر شما درمی‌آمد و از جانب شما به جریان می‌افتاد و به شما برمی‌گشت. ولی شما ظالمان را در جای خود نشاندید و امور خدا را به آنان سپردید تا به شبهه کار کنند و در شهوت و دلخواه خود راه روند فرار شما از مرگ و خوش بودن شما به زندگی دنیا که از شما جدا خواهد شد.
آنان را بر این منزلت چیره کرده بدین سان ضعیفان را به دست آنان سپردید که برخی را برده و مقهور خود شاخته و برخی را ناتوان و مغلوب زندگی روزمره کردند. در امور مملکت به رای خود تصرف می‌کنند و با هوسرانی خویش ننگ و خواری پدید می‌آورند. به سبب پیروی از اشرار و گستاخی بر خدای جبار.
در هر شهری خطیبیی سخنور بر منبر دارند که به سود آنان سخن گوید سرتاسر کشور اسلامی بی‌پناه مانده و دستشان در همه جای آن باز است و مردم بردگان آن‌ها هستند که هیچ دست برخوردکننده‌ای را از خود نرانند. آنها که برخی زورگو و معاندند و برخی بر ناتوانان سلطه‌گر و تند خویید، فرمانروایانی که نه خدا شناسند و نه معاد.
شگفتا و چرا در شگفت نباشم که دیار اسلامی در اختیار فریبکاری نابکار و مالیات بگیری ستمگر و فرمانروای بی رحم بر مؤمنان است. پس خدا در آنچه ما کشش داریم حاکم است و در آنچه اختلاف داریم داوری می‌کند.
خدایا تو می‌دانی که آنچه از ما سر زد برای رقابت در فرمانروایی و نیز دسترسی به مالی بی‌ارزش دنیا نبوده‌است. بلکه از آن روست که نشانه‌های آیین تو را بنمایانیم و سر و سامان بخشی را در سرزمین‌هایت آشکار سازیم تا بندگان ستمدیده تو آسوده گردند و به فرایض و سنن و احکام تو عمل کنند و شما ای مردم، اگر ما را در این راه مقدس یاری نرسانید و در خدمت ما نباشید ستمگران بیش از بیش بر شما نیرو گیرند و در خاموش کردن نور پیامبر بکوشند. خدا ما را بس است و بر او توکل داریم و به سوی او بازگردیم و سرانجام به سوی اوست.»

## برای مطالعهٔ بیشتر
- جلوه‌هایی از اندیشه سیاسی امام حسین(ع) در سخنرانی منا